# 지브롤터의 국가
지브롤터 국가는 지브롤터 현지에서 사용되는 영국 해외 영토의 국가이다.
영국, 왕실속령 및 기타 영국 영토와 공통으로 지브롤터의 공식 국가는 "하느님, 국왕 폐하를 지켜 주소서"이다. 지브롤터 국가는 국가이며 1994년 대회에서 선정되었다. 가사와 음악 모두 지브롤터인이 아닌 피터 엠벌리(Peter Emberley)가 작곡했다.
이 국가는 매년 9월 10일 지브롤터 국경일에 붉은색과 흰색의 티커 종이를 발표할 때 일반 대중이 부른다. 과거에는 국가와 함께 풍선을 띄웠지만, 환경에 미치는 영향에 대한 우려로 인해 중단되었다.

## 가사
영어
Gibraltar, Gibraltar the rock on which I stand,
May you be forever free, Gibraltar, my own land.
Mighty pillar, rock of splendour, guardian of the sea,
Port of hope in times of need, rich in history.
Gibraltar, Gibraltar, the rock on which I stand,
May you be forever free, Gibraltar, my own land.
God give grace to this our homeland, help us to live as one,
Strong in freedom, truth and justice, let this be our song:
Gibraltar, Gibraltar, the rock on which I stand,
May you be forever free, Gibraltar! Gibraltar! My own land.
원문
지브롤터, 지브롤터 내가 서 있는 바위,
영원히 자유로워지기를, 지브롤터 나의 땅.
거대한 기둥, 찬란한 바위, 바다의 수호자,
필요할 때의 희망의 항구, 풍부한 역사.
지브롤터, 지브롤터 내가 서 있는 바위,
영원히 자유로워지기를, 지브롤터 나의 땅.
신이시여, 이 조국에 은혜를 베푸소서, 우리가 하나가 되도록 도와주소서.
자유와 진리와 정의가 강하여 우리의 노래를 부르게 하소서.
지브롤터, 지브롤터 내가 서 있는 바위,
영원히 자유로워지기를, 지브롤터 나의 땅.

## 같이 보기
- 영국의 국가 목록